# Gynoglottis
Gynoglottis is een klein geslacht van orchideeën uit de onderfamilie Epidendroideae.
Het geslacht is gekenmerkt (en verschilt van het geslacht Coelogyne) door het gynostemium dat voor het grootste deel van zijn lengte vergroeid is met de bloemlip.
Het zijn epifytische orchideeën, afkomstig uit Sumatra en Nieuw-Guinea.

## Soorten
Het geslacht omvat twee soorten. De typesoort is Gynoglottis cymbidioides.
- Gynoglottis cymbidioides (Rchb.f.) J.J.Sm. (1904)
- Gynoglottis palaelabellatum (Gilli) Garay & W.Kittredge